# Карох, Самуэль
Самуэль Карох из Лихтенберга (нем. Samuel Karoch von Lichtenberg) — немецкий поэт, один из первых гуманистов XV века в Германии.
Был странствующим учителем в Лейпциге, Ингольштадте, Кёльне, Тюбингене и других городах. Его сочинения, сохранившиеся во многих рукописях, в основном изданы Ваттенбахом в издании Карла Бартша «Germania» (1874), в «Anzeigen für Kunde der deutschen Vorzeit» (1880—1881) и в «Zeitschrift für die Geschichte des Oberrheins» (B., XXVIII, Heft 1).